# Duché de Saxe-Cobourg-Eisenach
1572–1596
1633–1638
Entités précédentes :
- Duché de Saxe

Entités suivantes :
- Duché de Saxe-Weimar
- Duché de Saxe-Altenbourg

Le duché de Saxe-Cobourg-Eisenach (en allemand : Herzogtum Sachsen-Coburg-Eisenach) fut un État du Saint-Empire romain, l'un des duchés saxons en Thuringe gouvernés par la branche ernestine des Wettin. Il n'exista que pendant deux brèves périodes de 1572 à 1596 et de 1633 à 1638 sous le règne du duc Jean-Casimir et de son frère cadet Jean-Ernest. Ses territoires sont inclus dans les modernes Länder de Bavière et de Thuringe.

## Histoire
Le duché est créé à la suite du partage d'Erfurt, traité conclu le 6 novembre 1572, qui appliquait une décision prise lors de la diète de Spire de 1570 afin de séparer les domaines de Cobourg et d'Eisenach du duché de Saxe et de les restituer à Jean-Casimir (1564-1633) et Jean-Ernest (1566-1638), les deux fils du duc renversé Jean-Frédéric II de Saxe. Toutefois comme les deux princes étaient encore mineurs à cette époque la région est d'abord gouvernée par leur cousin albertin, l'électeur Auguste Ier de Saxe.
En 1586 la tutelle se termine et Jean-Casimir et Jean-Ernest commencent à régner conjointement sur le duché. Jean-Ernest, le cadet, se retire peu après et retourne dans son pavillon de chasse à Marksuhl. En 1590 il renonce formellement à toute participation au gouvernement du duché pour cinq ans. À la fin de cette période les deux frères s'accorde pour partager la région. Jean-Casimir garde Saxe-Cobourg, pendant que Jean-Ernest reçoit Saxe-Eisenach.
Quand Jean-Casimir meurt sans enfant en 1633, Jean-Ernest hérite de ses possessions, ainsi Cobourg et Eisenach sont de nouveau réunis pour une courte période. Quand Jean-Ernest meurt également sans héritier en 1638, la lignée des ducs de Saxe-Cobourg-Eisenach se trouve éteinte et la région est partagée entre la Saxe-Weimar et la Saxe-Altenbourg, les deux autres duché de la branche ernestine existants à cette époque.
Saxe-Cobourg et Saxe-Eisenach ne constituèrent plus un État commun jusqu'à ce que tous les duchés ernestins ne se fondent dans le Land de Thuringe en 1920.

## Source
- (en) Cet article est partiellement ou en totalité issu de l’article de Wikipédia en anglais intitulé « Saxe-Coburg-Eisenach » (voir la liste des auteurs)..